# Lalruatthara
Lalruatthara (* 7. Januar oder 17. Januar 1995) ist ein indischer Fußballspieler, der vor allem in der Abwehr zum Einsatz kommt.

## Privates
Lalruatthara kam im Distrikt Champhai im Bundesstaat Mizoram am Ostrand des indischen Subkontinents nahe der Grenze zu Myanmar zur Welt.
Im Alter von 13 Jahren verließ er seine Heimat in Richtung der Planstadt Chandigarh, der Hauptstadt der beiden Bundesstaaten Punjab und Haryana, um dort die „Chandigarh Football Academy“ zu besuchen, zu deren Alumni u. a. Gurjinder Kumar und der indische Nationalspieler Sehnaj Singh gehören. Im ersten Anlauf wurde er jedoch von der Akademie abgelehnt, obwohl er das nötige Talent mitbrachte und auch die Fitnesstests bestand.

## Karriere

### Liga
Sein Debüt im Seniorenbereich feierte Lalruatthara bei Luangmual FC im Jahr 2012, wo er ein Jahr blieb, bevor er 2013 zu Chanmari FC wechselte. Anschließend unterschrieb er 2015 einen Vertrag bei Aizawl FC, einem Club aus der I-League (Indian Professional Football League), der höchsten indischen Spielklasse neben der 2014 gegründeten Indian Super League.
Nach seiner ersten I-League-Saison wurde Lalruatthara auf Leihbasis von Delhi Dynamos FC für die Indian Super League 2016 übernommen, spielte aber kein einziges Spiel.
In der I-League-Saison 2017 trat er wieder für Aizawl FC an. Der Club aus Mizorams Hauptstadt Aizawl stand zum Saisonende nach 18 Spieltagen auf dem ersten Platz. Lalruatthara errang damit seine erste indische Meisterschaft.
Nach dem Titelgewinn wurde er im Draft 2017/18 vom Kerala Blasters FC, einem Fußball-Franchise aus Kochi, ausgewählt. In seiner ersten Indian-Super-League-Saison bei den Blasters schaffte er 85 Tacklings – mehr als alle anderen indischen Spieler. Im Frühjahr 2018 wurde dort sein Vertrag bis 2021 verlängert.

### Nationalteam
Im Jahr 2017 absolvierte Lalruatthara zwei Spiele für die Indische U-23-Fußballnationalmannschaft.
Im Jahr 2018 kamen zwei Einsätze Indische Fußballnationalmannschaft dazu. In beiden Fällen wurde er spät im Spiel eingewechselt, so dass er in seinem ersten Jahr in der Nationalmannschaft kumuliert zehn Minuten auf dem Platz stand. Er gehörte dabei im Sommer 2018 der Mannschaft an, die den „Intercontinental Cup“ gewinnen konnte.

## Erfolge

### Nationalmannschaft
- Intercontinental Cup 2018

### Verein
- Indischer Meister: 2017 (mit Aizawl FC)

### Ehrungen
- „Indian Super League – Emerging Player“: 2018[1]